# Dover, Vermont
Dover är en kommun (town) i Windham County i delstaten Vermont, USA. Vid folkräkningen år 2000 bodde 1 410 personer på orten. Den har enligt United States Census Bureau en area på totalt 91,4 km² varav allt är land.

## Kända personer från Dover
- Kittredge Haskins, politiker